# Tymmophorus karafutensis
Tymmophorus karafutensis är en stekelart som först beskrevs av Tohru Uchida 1957.  Tymmophorus karafutensis ingår i släktet Tymmophorus och familjen brokparasitsteklar. Inga underarter finns listade i Catalogue of Life.